# Trò chơi năm 1992
Trang này liệt kê các board game,  card game, wargame, miniatures game, và trò chơi nhập vai tabletop xuất bản năm 1992.  Đối với trò chơi điện tử, xem Trò chơi điện tử năm 1992.

## Trò chơi được phát hành hoặc phát minh năm 1992
- Advanced Third Reich
- Battle Masters
- Dangerous Journeys (trò chơi nhập vai)
- Dream Park: The Roleplaying Game
- Eurocracy
- Fast Food Franchise
- Forbidden Bridge
- Fringeworthy 3rd Edition (trò chơi nhập vai)
- Hacker
- Harassment (trò chơi)
- Incursion (trò chơi nhập vai)
- LCR
- Minion Hunter
- Modern Art
- Nephilim (trò chơi nhập vai)
- Nippon Rails
- North American Rails
- Over the Edge (trò chơi nhập vai)
- Outrage!
- Spectrangle
- SPQR
- Studs
- Thin Ice
- Werewolf: The Apocalypse (trò chơi nhập vai)

## Giải thưởng trò chơi được trao năm 1992
- Spiel des Jahres: Um Reifenbreite
- Deutscher Spiele Preis: Flying Dutchman (German: der Fliegende Holländer)
  - Best Children's Game: Schweinsgalopp
- Games: Pipeline

## Sự kiện lớn liên quan đến trò chơi năm 1992
- Queen Games được thành lập bởi Rajive Gupta.

## Chết
| Ngày       | Tên             | Tuổi | Chức vụ                        |
| ---------- | --------------- | ---- | ------------------------------ |
| 19 tháng 8 | Curtis M. Scott | 32   | Nhà thiết kế trò chơi nhập vai |